# Поллард, Томас
Томас Поллард (Thomas (Tom) Dean Pollard; род. 7 июля 1942, Пасадина, Калифорния) — американский клеточный биолог и биофизик, педагог и популяризатор науки. Доктор медицины (1968), Стерлингский профессор медшколы Йельского университета (эмерит), где трудится с 2001 года. Член Национальных Академии наук (1992) и Медицинской академии (1999) США. В 1996—2001 годах президент Salk Institute, прежде почти два десятилетия профессор ун-та Джонса Хопкинса. Его группа открыла и описала Комплекс Arp2/3.

## Биография
Окончил Pomona College (бакалавр химии и зоологии cum laude, 1964). Степень доктора медицины cum laude получил в Гарвардской медшколе. Преподавал в оной же в 1972-1978 годах, с 1975 годах как ассоциированный профессор. В 1977 году поступил в Школу медицины Джонса Хопкинса именным профессором (Bayard Halsted Professor) и стал там директором-основателем департамента клеточной биологии и анатомии. С 1996 года — президент Salk Institute. Одновременно профессор Калифорнийского университета в Сан-Диего. В 2001 году поступил в Йель как именной профессор (Eugene Higgins Professor), с 2005 года Стерлингский профессор. В 2010—2014 годах декан Yale Graduate School of Arts and Sciences. Продолжительное время был аффилирован с Marine Biological Laboratory. Член Американской академии искусств и наук (1990), ассоциированный член EMBO (2010). Являлся президентом Американского общества клеточной биологии (1987—1988) и Биофизического общества (1992—1993). Автор более 400 научных работ. Соавтор одного из наиболее используемых подобных учебников «Cell Biology» (2-е изд. 2004?7; 3-е изд. 2016). Подготовил десятки учеников. Член консультативного совета «Current Biology». Супруга — Patty, дочь и сын также биологи.

## Награды и отличия
- Стипендия Гуггенхайма (1984)[11]
- Keith R. Porter Lecture[англ.] (1989)
- Премия Розенстила (1995)
- Public Service Award Биофизического общества (1997)
- Howard Taylor Ricketts Award Чикагского ун-та (2000)
- Медаль Уилсона (2004)
- Международная премия Гайрднера (2006, совм. с Alan Hall[англ.][12][13])[14]
- NAS Award for Scientific Reviewing (2015)